# Orchestre symphonique de Lahti
L'Orchestre symphonique de Lahti (en finnois Sinfonia Lahti) est l'un des principaux orchestres de Finlande.

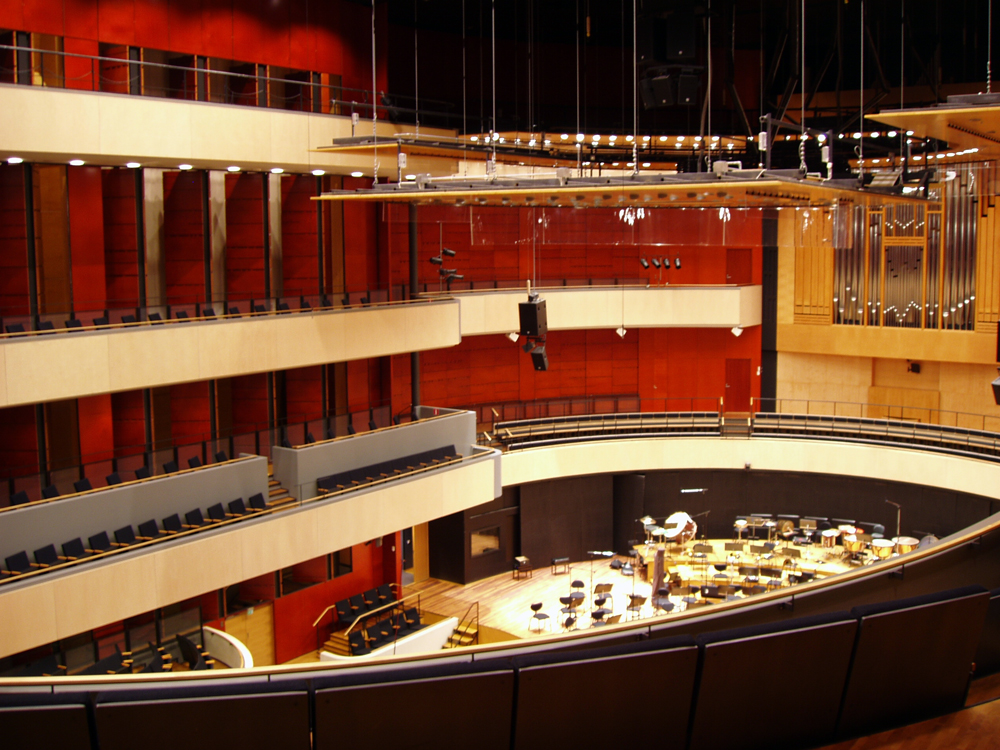
Le Palais Sibelius est la salle de concert de l'orchestre symphonique de Lahti.

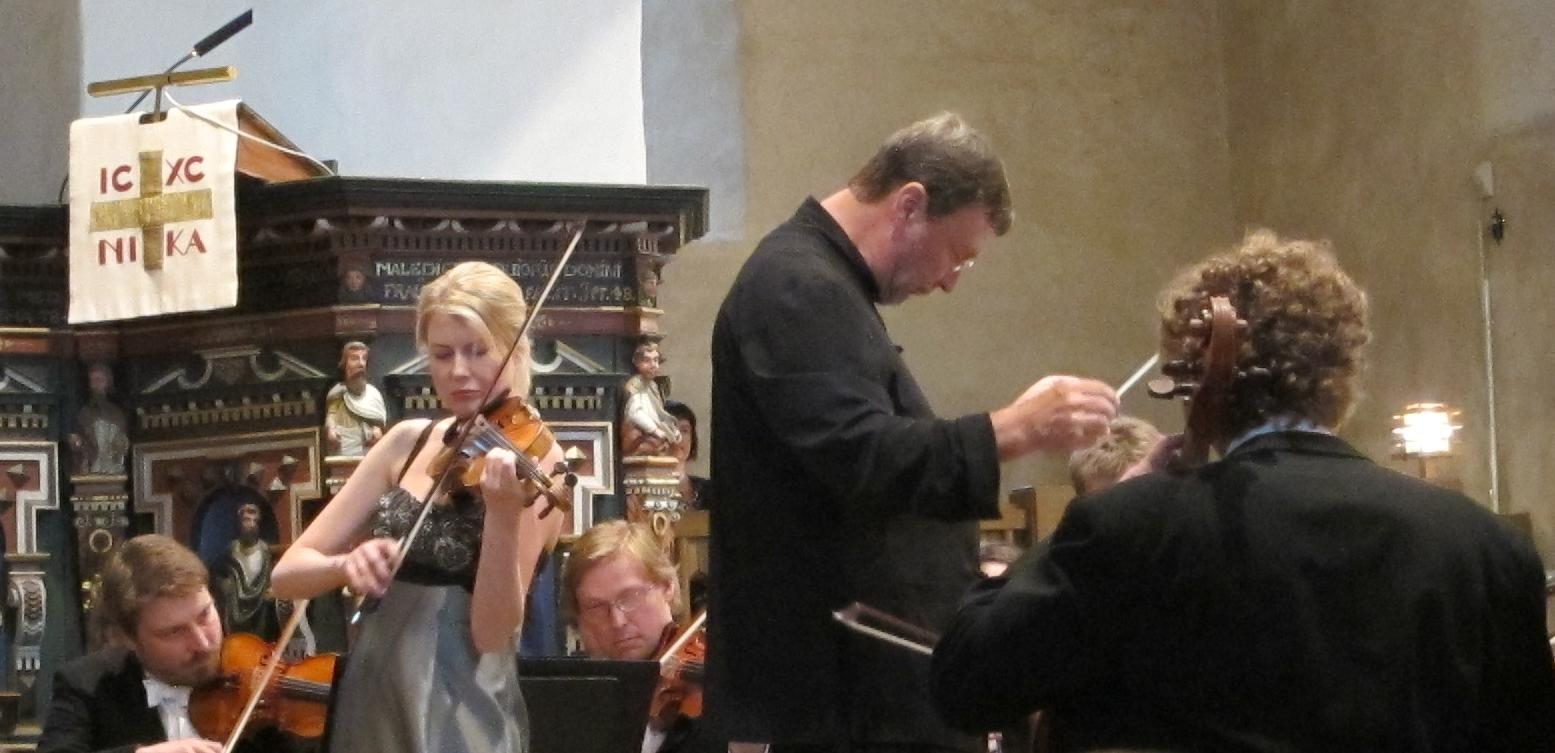
Okko Kamu chef d'orchestre lors des en vuonna 2011. Violoniste Elina Vähälä.

## Historique
Fondé en 1910, l'orchestre est géré par la municipalité de Lahti depuis 1949. 
L'orchestre se produit au Palais Sibelius mais également lors de festivals. 
Kalevi Aho a été nommé compositeur en résidence en 1992 — l'orchestre enregistrant plusieurs de ses œuvres depuis lors. 
Osmo Vänskä est devenu premier chef d’orchestre invité de l'orchestre en 1985 et chef permanent en 1988. Sous sa direction, l'orchestre a atteint une large reconnaissance, notamment avec des concerts et des enregistrements d'œuvres de Jean Sibelius,,.
Sous la direction de Vänskä, l'orchestre enregistrera aussi des pièces de Robert Kajanus et de Einojuhani Rautavaara.
Vänskä cessera ses fonctions en 2008 et deviendra chef honoraire.
De 2008 à juillet 2011, Jukka-Pekka Saraste est conseiller artistique de l'orchestre.
Dalia Stasevska est nommée chef d'orchestre de l'automne 2021 au printemps 2024.

## Chefs d'orchestre principaux
- Martti Similä (1951-1957)
- Urpo Pesonen (fi) (1959-1978)
- Jouko Saari (1978-1984)
- Ulf Söderblom (1985-1988)
- Osmo Vänskä (1988-2008)
- Jukka-Pekka Saraste (2008-2011, conseiller artistique)
- Okko Kamu (2011-2016)
- Dima Slobodeniouk (2016-2021)
- Dalia Stasevska (2021-)

## Répertoire
Osmo Vänskä a enregistré une quasi intégrale des œuvres de Jean Sibelius. Son enregistrement des symphonies a été particulièrement loué, notamment pour son caractère analytique non dépourvu d'une vision d'ensemble. À noter qu'il a également gravé les versions originales du concerto pour violon (version de 1903-1904) et de la symphonie no 5 (version de 1915).